# Sara Barbero
Sara Barbero (30 de julio de 1979) es una deportista española que compitió en taekwondo. Ganó una medalla de oro en el Campeonato Europeo de Taekwondo de 2005 en la categoría de –59 kg.

## Palmarés internacional
| Campeonato Europeo | Campeonato Europeo | Campeonato Europeo | Campeonato Europeo |
| Año                | Lugar              | Medalla            | Categoría          |
| ------------------ | ------------------ | ------------------ | ------------------ |
| 2005               | Riga (Letonia)     | Medalla de oro     | –59 kg             |